# Chatham (Nova York)
Chatham és una població dels Estats Units a l'estat de Nova York. Segons el cens del 2000 tenia 1.758 habitants.

## Demografia
Segons el cens del 2000, Chatham tenia 1.758 habitants, 742 habitatges, i 425 famílies. La densitat de població era de 575,2 habitants/km².
Dels 742 habitatges en un 31,1% hi vivien nens de menys de 18 anys, en un 41% hi vivien parelles casades, en un 12,4% dones solteres, i en un 42,7% no eren unitats familiars. En el 37,6% dels habitatges hi vivien persones soles el 14,4% de les quals corresponia a persones de 65 anys o més que vivien soles. El nombre mitjà de persones vivint en cada habitatge era de 2,33 i el nombre mitjà de persones que vivien en cada família era de 3,06.
Per edats la població es repartia de la següent manera: un 26,1% tenia menys de 18 anys, un 6,8% entre 18 i 24, un 27,6% entre 25 i 44, un 24,6% de 45 a 60 i un 15% 65 anys o més.
L'edat mediana era de 38 anys. Per cada 100 dones de 18 o més anys hi havia 83,6 homes.
La renda mediana per habitatge era de 39.063 $ i la renda mediana per família de 44.500 $. Els homes tenien una renda mediana de 32.083 $ mentre que les dones 24.327 $. La renda per capita de la població era de 19.476 $. Entorn del 6,7% de les famílies i el 8,4% de la població estaven per davall del llindar de pobresa.